# Jozef Koršala
Jozef Koršala (ur. 10 września 1941 w Dravcach, zm. 14 stycznia 2019) – słowacki taternik, alpinista, przewodnik tatrzański i ratownik górski.
Jozef Koršala zaczął uprawiać taternictwo w 1956 roku. Podczas swojej taternickiej działalności dokonał szeregu przejść trudnych dróg, a także wielu nowych dróg, m.in. na Batyżowieckim Szczycie, na Małej Pośredniej Grani i na Grani Wideł. Wspinaczkę uprawiał także w innych pasmach górskich świata, był członkiem czechosłowackich wypraw wspinaczkowych m.in. w Alpy, Himalaje i Ałtaj.
W 1965 roku zdobył swoje pierwsze uprawnienia przewodnickie, później otrzymał status przewodnika I klasy.